# Javaanse Jongens
| Javaanse Jongens                                                                   | Javaanse Jongens |
| ---------------------------------------------------------------------------------- | ---------------- |
| Kondensat:                                                                         | 8–11 mg          |
| Nikotin:                                                                           | 0,6 – 0,8 mg     |
| Tabakzusatzstoffe:                                                                 | keine            |
| Die Angaben beziehen sich auf eine dünn gedrehte Zigarette, Werte nach ISO 15592-3 |                  |

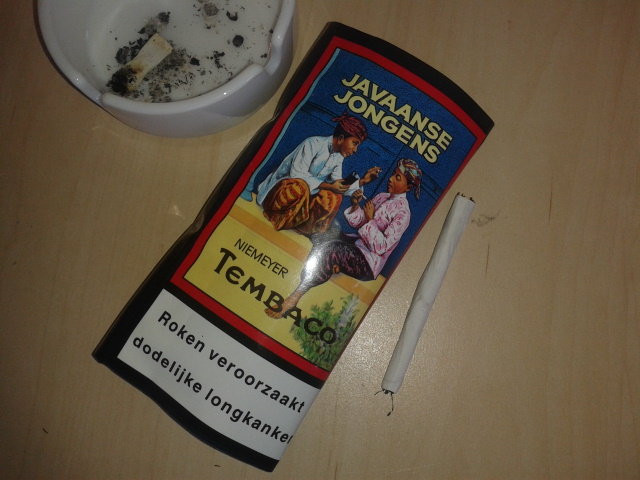
Javaanse Jongens Tabakbeutel

Javaanse Jongens (niederländisch für Javanische Jungen) ist ein von der Theodorus Niemeijer BV herausgegebener Shag.

## Geschichte
Javaanse Jongens ist der Markenname der  Theodorus Niemeijer BV, eines Tabakherstellers aus Groningen. Diese Gruppe ist heute eine hundertprozentige Tochter der British American Tobacco. Der Name erinnert an die ehemalige niederländische Kolonie Niederländisch-Indien, das heutige Indonesien, zu der auch die Insel Java gehört. Die Insel war berühmt wegen ihrer Gewürze, Tee- und Tabakwaren, die traditionell von den Niederlanden als Kolonialwaren in ganz Europa vertrieben wurden. Entsprechend finden sich auf dem Logo zwei Indonesier in der traditionellen Kleidung mit Turban wieder, die jeweils eine Zigarette halten.

## Produkt
Der Tabak wird als Feinschnitttabak angeboten. Laut Hersteller soll er ohne aromatische Zusatzstoffe auskommen. Der Zigarettentabak ist ein typischer American Blend in den Geschmacksrichtungen: Classic, White, Halfzware und Deluxe. Dabei ist der Name keine Herkunftsbezeichnung für javanischen Tabak.